# Wilhelm Blaschke

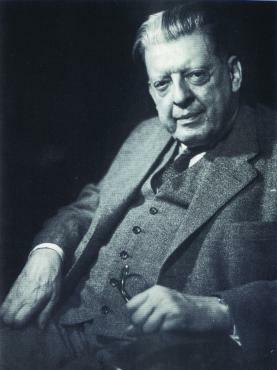
Wilhelm Blaschke

Wilhelm Johann Eugen Blaschke (Graz, 13 september 1885 - Hamburg, 17 maart 1962) was een Oostenrijkse differentiaal- en integraalmeetkundige.
Hij was een student van Wilhelm Wirtinger. Onder zijn studenten waren  Shiing-Shen Chern, Luis Santaló en Emanuel Sperner. 
Naar hem vernoemd zijn het Blaschke-product, de Blaschke-selectiestelling en de ongelijkheid van Blaschke–Santaló.
In 1916 publiceerde Blaschke een van de eerste boeken dat was gewijd aan convexe verzamelingen: Kreis und Kugel (Circle and Sphere). Op basis van tientallen bronnen verrichtte Blaschke een grondige review van dit onderwerp. Met citaten in de tekst gaf hij  krediet aan diegenen die dat toekwam. 

## Referentie
- (de)  Blaschke, W. (1957). Reden und Reisen eines Geometers, East Berlin.